# Hugi Glacier
Hugi Glacier är en glaciär i Antarktis. Den ligger i Västantarktis. Argentina, Chile och Storbritannien gör anspråk på området. Hugi Glacier ligger 615 meter över havet.
Terrängen runt Hugi Glacier är huvudsakligen kuperad, men västerut är den bergig. Terrängen runt Hugi Glacier sluttar norrut.  Trakten är obefolkad. Det finns inga samhällen i närheten.